# 1963 في نيوزيلندا
فيما يلي قوائم الأحداث التي وقعت خلال عام 1963 في نيوزيلندا.

## رياضة
- 1 يناير – كأس نيوزيلندا 1963 الفائز North Shore United AFC [الإنجليزية]‏.

## مواليد

### يناير
- 1 يناير – بيتر غوردون طاهي نيوزيلندي.
- 1 يناير – تيموثي بيتس
- 1 يناير – تيموثي جاي سنكلير
- 1 يناير – جاكي ديفيس
- 1 يناير – جوانا بوركي مؤرخة بريطانية.
- 1 يناير – ستيفن كاي
- 1 يناير – غارث ماكسويل مخرج نيوزيلندي.
- 13 يناير – ريتشارد توملينسون
- 21 يناير – جيم كاسيدي فارس نيوزيلندي.
- 31 يناير – كرايغ أدير درّاج طريق نيوزيلندي.

### فبراير
- 21 فبراير – غريغ تورنر لاعب غولف نيوزيلندي.

### مارس
- 16 مارس – كيفن سميث ممثل نيوزيلندي.
- 21 مارس – تيري رايت لاعب اتحاد رغبي نيوزيلندي.
- 26 مارس – ارين فرينش لاعب دارت نيوزيلندي.

### أبريل
- 4 أبريل – بيتر مارشال
- 7 أبريل – ستيفن جويس سياسي نيوزيلندي.
- 22 أبريل – آنا ماكنزي كاتبة نيوزيلندية.
- 30 أبريل – ديفيد كانليف سياسي نيوزيلندي.

### مايو
- 10 مايو – مارك فينلاي لاعب رغبي نيوزيلندي.
- 22 مايو – توم بامفورد

### يونيو
- 4 يونيو – شون فيتزباتريك لاعب اتحاد رغبي نيوزيلندي.
- 7 يونيو – شون تريسي لاعب كركيت نيوزيلندي.
- 12 يونيو – فيليبا بيكر مُجدّفة نيوزيلندية.

### يوليو
- 8 يوليو – ستيف غورني تريثلت نيوزيلندي.
- 20 يوليو – كاثرين كامبل لاعبة كركيت نيوزيلندية.

### أغسطس
- 5 أغسطس – جولي إينغليز لاعبة كرة قدم نيوزيلندية.
- 20 أغسطس – يان ودلي لاعب هوكي حقل نيوزيلندي.
- 25 أغسطس – داميان ويلكينز كاتب نيوزيلندي.

### سبتمبر
- 6 سبتمبر – بولين سوليفان لاعبة كرة قدم نيوزيلندية.

### أكتوبر
- 12 أكتوبر – ستيف براون لاعب كريكت نيوزلندي.
- 29 أكتوبر – جيد بروفي ممثل نيوزيلندي.

### نوفمبر
- 13 نوفمبر – ليزلي كينغ لاعبة كرة قدم نيوزيلندية.
- 22 نوفمبر – ديف ريني لاعب اتحاد رغبي نيوزيلندي.

### ديسمبر
- 10 ديسمبر – بروس غرانت متزحلق جبال الألب نيوزيلندي.
- 17 ديسمبر – غراهام دود لاعب رغبي نيوزيلندي.

## وفيات

### يناير
- 1 يناير – تشيب بيلي (مواليد 1921) نقابي نيوزيلندي.
- 7 يناير – آرثر إدوارد مور (مواليد 1876) سياسي أسترالي.

### مايو
- 7 مايو – جوزيف بيل (مواليد 1899) لاعب اتحاد رغبي نيوزيلندي.
- 26 مايو – فيرنون ريد (مواليد 1871) سياسي نيوزيلندي.

### يوليو
- 9 يوليو – آرثر غيليغان (مواليد 1879) لاعب كرة قدم أسترالية نيوزيلندي.

### سبتمبر
- 18 سبتمبر – جاك شيرر (مواليد 1896)

### أكتوبر
- 5 أكتوبر – جيمس كوريج (مواليد 1903) روائي نيوزيلندي.
- 26 أكتوبر – إليزابيث غان (مواليد 1879) طبيبة نيوزيلندية.

### نوفمبر
- 2 نوفمبر – لين ويستون (مواليد 1892) لاعب اتحاد رغبي نيوزيلندي.
- 9 نوفمبر – نيد إليسون (مواليد 1884) لاعب اتحاد رغبي نيوزيلندي.

### ديسمبر
- 12 ديسمبر – جو أوليري (مواليد 1883) لاعب رغبي نيوزيلندي.